# Cmentarz Leśny w Monachium
Cmentarz Leśny w Monachium (niem. Waldfriedhof) – cmentarz w Monachium. Znajduje się on w dzielnicy Hadern.
Powstał od 1899 do 1907 według planów Hansa Grässela i był pierwszym tego typu cmentarzem założonym na terenie leśnym.